# Kremlin de Kholmogory
Le Kremlin de Kholmogory (en russe : Холмогорский кремль) est une partie fortifiée de Kholmogory, village situé sur la rive gauche de la Dvina septentrionale dans l'oblast d'Arkhangelsk en fédération de Russie.

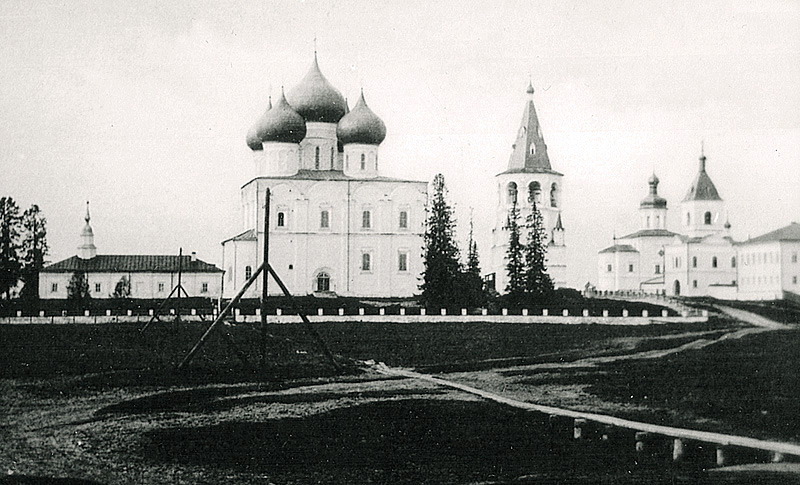
Èglises sur le territoire du kremlin de Kholmogory au début du XXe siècle

## Histoire
Une première forteresse en bois a été construite à Kholmogory dans la république de Novgorod au XIVe siècle. Il s'agit d'un kremlin quadrangulaire en bois, à cinq tours de garde qui est réalisé en 1613. Le 8 décembre 1613 il a réussi à résister à un siège effectué par un détachement de la république des Deux Nations.
Durant les années qui suivent il est érodé par des inondations du fleuve Dvina. Dès lors, durant les années 1621 à 1623, le
voïvode Dmitri Petrovitch Lopate Pojarski (ru) fait élever un nouveau kremlin sur la rive opposée, au lieu-dit Kourtsev Possad. Son plan est polygonal et il est muni de 11 tours en bois. La création et l'armement d'une fortification aussi puissante sur les collines longeant le fleuve résultait de la nécessité de posséder une deuxième ligne de défense dans les basses terres de la Dvina pour le cas de débarquement d'un ennemi provenant de la ville d'Arkhangelsk. Cinq tours étaient disposées du côté de la Dvina septentrionale. Quatre tours étaient de plan carré et sept de plan hexagonal. La forteresse avait deux portes sur une seule tour, les autres tours étaient aveugles. Le territoire de la forteresse était assez important, le mur d'enceinte avait une longueur de 962 sagènes soit le double de la longueur de la forteresse en bois d'Arkhangelsk (qui faisait 17 sagènes). Toutes les tours angulaires disposaient de trois niveaux pour les combats: au niveau du sol, au sommet et entre ces deux niveaux. Les tours à quatre angles disposaient des mêmes trois niveaux pour les combattants. Dans les murs étaient disposées des embrasures et des galeries suspendues. Depuis celles-ci les défendeurs pouvaient tirer sur l'ennemi attaquant par les terrains situés aux pieds des murs.
L'apogée de Kholmogor à la fin du XVIIe siècle voit la création en 1682 de l'éparchie d'Arkhangelsk et l'arrivée de l'archevêque Athanase de Kholmogory, qui se lance dans un grand nombre de projets architecturaux. Dans le territoire du kremlin est élevée la cathédrale de la Transfiguration-du-Sauveur (Kholmogory) auquel est adjoint un clocher non contigu et une demeure épiscopale.
En 1692, le kremlin est reconstruit avec les habitants de la région et du monastère. Sur tout le périmètre de la fortification, devant les murs se trouvait un fossé (sauf le long de la Dvina), dans lequel étaient placés des piquets de défense. Les vestiges des fortifications du XVIIe siècle n'ont subsisté que partiellement jusqu'à nos jours.
En 1693, Pierre Ier le Grand visite ce kremlin. Après l'achèvement de la forteresse de forteresse de Novodvinska (ru) et le succès des armées russes dans la grande guerre du Nord contre les Suédois, le kremlin de Kholmogory a perdu son importance militaire et le village a commencé à décliner. La forteresse en bois a été détruite par un incendie en 1723 et n'a pas été restaurée, si bien que seuls les édifices religieux installés à l'intérieur de l'enceinte de ce kremlin ont subsisté pour partie.
En 1924, les bâtiments subsistants du monastère dans l'enceinte du Kremlin ont servi de base à l'installation du camp de travail de Kholmogory.